# MR 41
La MR 41 (abréviation de « munition radiologique 41 ») est une ancienne ogive nucléaire de fabrication française, utilisée dans les missiles balistiques stratégiques mis en œuvre depuis les sous-marins nucléaires lanceurs d'engins (SNLE) de la classe Le Redoutable.

## Description
Cette arme à fission, à l'uranium hautement enrichi mêlé de tritium et de deutérium, présente une puissance de 500 kilotonnes, un poids de 500 kg et un diamètre de 640 mm.

## Utilisation et retrait du service
Elle est mise en service en janvier 1972 avec les missiles balistiques M1, qui embarquent une unique ogive, et installée sur l'évolution du M1, le M2.
Il y avait 35 ou 48 ogives MR 41 actives avant leur remplacement en 1976 par la TN 60, installée sur le missile M20, et plus aucune en 1979, date à laquelle elles sont retirées du service.